# Jiyū e no shōtai
«Jiyū e no shōtai» (自由への招待?   en español: «Invitación a la libertad»), es el vigésimo quinto sencillo de la banda L'Arc~en~Ciel. Forma parte del álbum Awake y fue lanzado solo 2 meses después de su noveno trabajo, Smile. La canción se publicó oficialmente como sencillo junto con otras tres canciones. En el lado B aparece «Milky Way», la primera canción interpretada por su alter ego P'unk-en-Ciel. Fue lanzado a través de la compañía discográfica Ki/oon Records en diferentes formatos como disco compacto (CD) y maxisencillo. Además viene con una protección de copia.
Para este sencillo se lanzó un video promocional donde aparece el guitarrista Ken Kitamura, también aparece Yasunori Sakurazawa, quien hasta ese entonces ya estaba retirado del grupo.
La canción alcanzó la primera posición en la lista musical de Japón, Oricon. En junio de 2004, el sencillo fue certificado platino por la Recording Industry Association of Japan (RIAJ).

## Sencillo
| #               | Título                                 | Lírica  | Compuesta por: |
| --------------- | -------------------------------------- | ------- | -------------- |
| 1.              | «Jiyuu eno Shoutai»                    | Hyde    | Tetsuya        |
| 2.              | «Jiyuu eno Shoutai (versión hydeless)» |         | Tetsuya        |
| 3.              | «milky way»                            | Tetsuya | Tetsuya        |
| 4.              | «milky way (versión TETSU P'UNKless)»  |         | Tetsuya        |
| Fuente:Discogs. |                                        |         |                |

## Posicionamiento en listas
| Año  | Lista                                       | Posición |
| ---- | ------------------------------------------- | -------- |
| 2004 | Oricon                                      | 1        |
| 2004 | Top40-Charts Japan Top 20                   | 3        |
| 2004 | Top40-Charts World Singles Official Top 100 | 27       |

## Certificación
| Año  | Organismo                                      | Certificación |
| ---- | ---------------------------------------------- | ------------- |
| 2004 | Recording Industry Association of Japan (RIAJ) | Platino       |

## Créditos
- Autoarpa – Hajime Okano
- Coros – Tetsu
- Bajo [Seis cuerdas] – Tetsu
- Electrónica – Atsushi Koike, Jin Saito
- Ingeniero – Keiji Kondo
- Teclados - Hajime Okano, Tetsu
- Mezcla - Hitoshi Hiruma
- Música – Tetsu
- Grabación - Hitoshi Hiruma
- Voz – Hyde